# Miesha McKelvy-Jones
Miesha McKelvy-Jones (ur. 26 lipca 1976 w Torrance) – amerykańska lekkoatletka specjalizująca się w krótkich biegach płotkarskich.

## Sukcesy sportowe
- trzykrotna wicemistrzyni Stanów Zjednoczonych w biegu na 100 metrów przez płotki – 1999, 2002, 2003[1]
- brązowa medalistka mistrzostw Stanów Zjednoczonych w biegu na 100 metrów przez płotki – 1998[2]

| Rok  | Miasto    | Zawody                   | Konkurencja       | Wynik         |
| ---- | --------- | ------------------------ | ----------------- | ------------- |
| 1998 | Nowy Jork | Igrzyska Dobrej Woli     | bieg na 100 m ppł | 4. miejsce    |
| 1999 | Winnipeg  | Igrzyska panamerykańskie | bieg na 100 m ppł | brązowy medal |
| 2003 | Paryż     | Mistrzostwa świata       | bieg na 100 m ppł | brązowy medal |
| 2003 | Monako    | Światowy finał IAAF      | bieg na 100 m ppł | 3. miejsce    |

## Rekordy życiowe
- bieg na 60 metrów przez płotki (hala) – 7,96 – Nowy Jork 02/03/2002
- bieg na 100 metrów przez płotki – 12,51 – Eugene 24/05/2003